# مورچه داره (پیش‌پرده)
پیش‌پردهٔ نمایش‌های سنتی زنانه یا پنج بازی زنانه (معروف به مورچه داره) نام یکی از برنامه‌های موزیکال سنتی و طنز نمایشی تلویزیون ملی ایران بود که همزمان با جشن نوروز در شبانگاه دوم فروردین سال ۱۳۵۷ از کانال دو این رسانه پخش گردید. این پیش پرده در کنار پیش پرده استعمار در آستین (معروف به عفریته ماچین) هر دو از کارهای رضا میرلوحی بودند که بعد از رکود سینما تصمیم گرفته بود به تلویزیون بپیوندد و در زمینه هنرهای سنتی، نمایشهایی را عرضه کند.
این پیش‌پرده‌ها با همکاری نوازندگان قدیمی خیابان سیروس اجرا می‌شدند. این نمایش‌ها بر اساس این اندیشه که چگونه می‌توان با کنار هم نشاندن نمایش‌های میدانی، قهوه‌خانه‌ای و تخت‌حوضی نمایش تازه‌ای ساخت تهیه و شکل گرفته بودند.

## خلاصه داستان
مجلس ضیافتی سنتی و زنانه در منزل خانم حاجی (نادره) برقرار است. دو پسر او عبدلی و اسدلی (کاظم افرندنیا و شهرام یکه‌تاز) برای دیدن رقص مورچه داره که توسط عشرت (روحی ساوجی) اجرا می‌شود قصد دارند وارد مجلس زنانه بشوند. اما تنها راه داخل شدن به مجلس ورود با لباس و آرایش زنانه است. پس ریشهای خود را تراشیده و با کمک مستخدم خانه کلاه گیس به سر گذاشته و با نامهای گلین و سکینه وارد مجلس می‌شوند. در مجلس، زنان به اجرای رقصها و ترانه‌های سنتی مشغول سرگرمی هستند. با دیدن دختران تازه‌وارد، تعدادی از زنان تصمیم میگرند آن دو را برای مردان خانواده خود (گرجی و احمد بهروزی) عقد کنند.

## جلوگیری از پخش
این پیش پرده کلاً در ۵ قسمت ۴۵ دقیقه‌ای تهیه شده بود، ولی پس از نمایش دومین قسمت در ساعت ۷ بعد از ظهر روز سوم فروردین ۱۳۵۷ و در حین اجرای رقص زایمان توسط رکسانا از ادامه پخش آن جلوگیری شد. اعتراض گسترده و پیاپی گروهی از مردم حین پخش این نمایش به قطع ناگهانی برنامه انجامید و باعث شد تا گوینده تلویزیون علت عدم پخش ادامه آن را اهانت به شخصیت زن ایرانی تلقی کند.
هرچند نمایش این پیش‌پرده در تلویزیون ملی ناتمام گذاشته شد ولی بعدها به صورت کامل و غیررسمی از طریق نوار ویدیو در سطح گسترده‌ای تکثیر و بارها دیده شد.

## بازیگران
- نادره - در نقش «خانم حاجی»
- نعمت‌الله گرجی - در نقش «حاج اصغر آقا»
- کاظم افرندنیا - در نقش «عبدالله برادر بزرگ»
- شهرام یکه‌تاز - در نقش «اسدالله برادر کوچک»
- روحی ساوجی - در نقش «عشرت خانم»
- رکسانا چگینی (بردباری) - در نقش «اقدس خانم»
- سرمه ساعتچی - در نقش «شمسی خانم»
- صبا حقیقی - در نقش «ملوک خانم»
- شیرین بختیاری - در نقش «بی‌بی خانم»
- احمد بهروزی - در نقش «صادق خان، آقا داداش ملوک خانم»
- ملیحه ابراهیمی

## نوازندگان
- قاسم تبریزی - کمانچه
- تاجیک - تنبک
- نجفی - تار

## عوامل تولید
- کارگردان تلویزیونی: بیژن فیَاد[۷]
- تصویربردار: محمد علی خیاطان

## ترانه‌های اجرا شده
- «مورچه داره» - اجرا شده توسط روحی ساوجی
- «این دل که آتیش گرفته» - اجرا شده توسط صبا حقیقی و سرمه ساعتچی
- «یاسمن خانوم» - اجرا شده توسط صبا حقیقی و روحی ساوجی
- «ای حبیب من» - اجرا شده توسط شیرین بختیاری
- «خاله رو رو / رقص زایمان» - اجرا شده توسط رکسانا و صبا حقیقی[۶]
- «بشکن بشکن» - اجرا شده توسط کاظم افرندنیا و شهرام یکه‌تاز
- «شوهر جوون میخوام» - اجرا شده توسط سرمه ساعتچی و صبا حقیقی
- «حاجی جواد» - اجرا شده توسط رکسانا و صبا حقیقی
- «گلپری جون» - اجرای گروهی
- «های‌های» - اجرا شده توسط سرمه ساعتچی
- «یواشکی گفت، چی گفت» - اجرا شده توسط رکسانا و روحی ساوجی
- «کیه کیه در میزنه» - با اجرای رکسانا و سرمه ساعتچی
- «عمو سبزی‌فروش» - با اجرای کاظم افرندنیا و شهرام یکه‌تاز
- «تو به باغ رفته بودی» - اجرا شده توسط روحی ساوجی
- «زنیکه پاشو موش کجا بود» - با اجرای رکسانا